# 5 Dywizja Piechoty Lekkiej (III Rzesza)
5 Dywizja Piechoty Lekkiej (niem. 5. leichte Infanterie-Division) – jedna z niemieckich dywizji piechoty z czasów II wojny światowej.

## Historia
Dywizja została utworzona we Francji 1 grudnia 1941 r. z wyniku przeformowania wykrwawionej na froncie wschodnim 5 Dywizji Piechoty. W wyniku reorganizacji jednostka straciła 14. pułk piechoty, który oddała 78 Dywizji Piechoty, natomiast pozostałe dwa pułki przemianowano na pułki strzelców. W lutym 1942 r, dywizję ponownie skierowano na front, do Grupy Armii Północ. 5 lipca 1942 r. została przemianowana na 5 Dywizję Strzelców.

## Dowódcy dywizji
- gen. por. Karl Allmendinger, od grudnia 1941,
- płk Jost Walter, od czerwca 1942.

## Struktura organizacyjna
- 56. pułk strzelców
- 75. pułk strzelców
- 5. zmotoryzowany pułk artylerii
- 5. zmotoryzowany batalion inżynieryjny
- 5. batalion cyklistów
- 5. batalion niszczycieli czołgów
- 5. zmotoryzowany batalion łączności
- 5. dywizyjne oddziały zaopatrzeniowe